# 高井俊輔
高井俊輔（たかい しゅんすけ、1981年9月29日 - ）は、東京都を拠点に活動するシンガーソングライター。静岡県浜松市生まれ。血液型O型。早稲田大学人間科学部卒業。Street Music Records所属。

## 概要
エレクトロニカ、ファンクの要素を取り入れたJ-POP×ダンスビートが特徴。2011年2月、Facebookページで自身のデモ音源を公開したところ、世界各国のマイケル・ジャクソン、LADYGAGA、OWL CITY、MIKAファンらの絶賛を集める[1]。同年6月2日には、X JAPANのYOSHIKIのファン獲得数を抜き去ったことがYahoo!トップニュースに掲載され[2][3]、6月2日付のGoogle急上昇キーワードの第1位に「高井俊輔」がランクインした[4]。ダンスを交えたステージングをする[6]。

## 来歴
- 2006年6月 バンド形態でライブ活動を始める。初ライブはshibuya eggman。
- 2006年8月 1stデモシングル「スクラッチ・ノイズ@ne.jp／おりこうさんごっこ」リリース。
- 2007年8月 2ndデモシングル「インテグラル」リリース。
- 2007年10月 1stデモミニアルバム『ストリートMIXTAPE19』リリース。
- 2007年11月 レコ発東名阪ツアーを行う。
- 2007年12月 MySpace トップアーティストインディーズ総合部門10位にランクイン。[6]
- 2008年3月 MySpace トップブログ 総合チャート4位にランクイン。[6]
- 2008年11月 配信限定シングル「青春致命傷」リリース。音楽ダウンロード・配信サイトListenJapanのリッスン太鼓判に選ばれる。[6]
- 2009年1月　テレビ朝日「セレクションX　The Museum」のエンディングテーマに、「フレッシュでクールでキュートでクラッシュなジーパンでデジャヴュ」が選ばれる。
- 2009年2月25日 1stミニアルバム「フレッシュでクールでキュートでクラッシュなジーパンでデジャヴュ」全国発売。アルバムには田渕ひさ子、クレイジーケンバンドのメンバー、BACK DROP BOMBの 篭橋俊樹らが参加。[7]
- 2009年4月22日 iTunes storeにて全楽曲の世界配信開始。[8]
- 2011年2月 Facebookページ開設。
- 2011年6月1日 全国TSUTAYA（約1300店舗）のレンタル・コーナーにて、無料レンタルキャンペーン開始[1][3]。1stフルアルバム「DANICING BOY DANCING GIRL (Worldwide Deluxe Edition)」世界先行盤発売。
- 2011年6月2日 Yahoo!トップニュースに高井俊輔の特集記事が掲載される[2][3]。6月2日付のGoogle急上昇キーワードの第1位に「高井俊輔」がランクインする[4]。
- 2011年6月22日 着うた、着うたフル、着ムービー、iTunes先行配信。同日、タワーレコード渋谷店、新宿店、浜松市野店にて「DANCING BOY DANCING GIRL」緊急先行発売。
- 2011年7月6日 1stフルアルバム「DANCING BOY DANCING GIRL」日本国内盤発売。

## ディスコグラフィー

### アルバム
- ストリートMIXTAPE19（2007年10月）※現在廃盤
- フレッシュでクールでキュートでクラッシュなジーパンでデジャヴュ（2009年2月25日）

1. フレッシュでクールでキュートでクラッシュなジーパンでデジャヴュ
2. サバイバルナイトフィーバー
3. 君がダッフルコートで歌ったバラードが思い出せない
4. 男達のメロディー
5. 青春致命傷 （remixed by somdomaio）

参加ミュージシャン
- 田渕ひさ子(ex.NUMBER GIRL、bloodthirsty butchers、toddle)[7][9]
- 小野瀬雅生（クレイジーケンバンド）[7][9]
- 澤野博敬（クレイジーケンバンド）[7][9]
- 野村裕幸 [9]
- 深澤秀行 [9]
- somdomaio（篭橋俊樹 from BACK DROP BOMB）[7]

- DANCING BOY DANCING GIRL（2011年6月1日世界先行盤／2011年7月6日日本国内盤）

全作詞・作曲・プロデュース：高井俊輔
1. アバンギャルドシティ
2. 透明男子
3. スキャンダルキャット
4. 花雪
5. ラズベリーなピュアレディーにずっとラブベリー
6. ダイヤモンドスナイパー
7. 真空の歌を聴け
8. ターンテーブルOFF♂ON
9. バレンタインデーキッス・グッバイ
10. グレープフルーツムーン